# Змај (часопис, 1864)
Змај је српски хумористичко-сатирични часопис који је излазио од лета 1864. до 30. јуна 1871. године. Издавач и уредник до 1869. године је био Јован Јовановић Змај. Часопис је покренут у Будиму, а након тога је излазио у Пешти, Новом Саду и Бечу.

## Историјат
Змај је сатирични часопис чији је први број изашао у лето 1864. године из штампарије краљевске Свеучилишне Печатње у Будиму. То је један од низа сатиричних и хумористичких листова које је уређивао Јован Јовановић Змај. Повод за покретање овог часописа је, највероватније, престанак излажења Србског дневника -  50344711 5. августа 1864. године. Наиме, Јован Јовановић је крајем јуна 1864. године упутио позив на претплату за часопис Змај, али је тек у августу 1864. године, када је Србски дневник био обустављен, часопис Змај почео да излази. Као следбеник политике Светозара Милетића, Јовановић је у Змају намеравао да се бори за правду и истину користећи шаљиве песме, хумореске и сл. Када је почео да излази, часопис је излазио у свескама (и поднаслов часописа је био Свеске за шалу и сатиру) 11 пута годишње. То је било из разлога што по тадашњем Закону о штампи Угарске за свеске није била потребна посебна дозвола. Већ у новембру те године Јовановић је тражио од надлежних институција да од 1865. године Змај излази као лист. Разлог за то био је материјалне природе из разлога што се свеске, за ралику од листа, нису могле слати поштом , а сваки други начин слања био је ван финансијских могућности Јована Јовановића Змаја. Крајем децембра 1864. године тај захтев је одобрен, тако да је од 1865. године часопис излазио као лист једном месечно (поднаслов је промењен у Лист за шалу и сатиру). Змај је у њему полемисао са другим српским листовима тог времена као што су Видов дан (1861—1876) -  26723591, Србобран (1861—1867) -  26921996 и Напредак -  22179852, а касније и са другим листовима. Највише бројева штампано је у Будиму и Пешти, укупно 72 броја. У Новом Саду штампано је 14 бројева (11 редовних и 3 ванредна), а најмање у Бечу, 7 бројева (1 лист за углед и 6 редовних бројева). Дакле укупно је одштампано 93 броја. Припадници Српске народне странке Светозара Милетића окупљали су се око овог часописа. Опште је мишљење да је ово био један од бољих сатиричних листова који су излазили у том периоду.

### Периодичност излажења
Првих година лист је излазио једном месечно, а од 1866. године два пута месечно.

## Уредници
- Јован Јовановић Змај - закључно са бројем 2 (1869. год.)
- Бранко Јовановић Муша - од броја 3 (1869. год.)
- Фрањо Птачовски - од броја 1 (1871.  год.).[1]

## Сарадници
Значајно је напоменути да су сарадници у овом часопису били Урош Предић, српски сликар и Карел Клич, чешки сликар, фотограф и карикатуриста.
Од писаца, осим Јована Јовановића Змаја, сарадници су били Илија Огњановић Абуказем, Ђорђе Рајковић, Новак Радонић, Александар Андрић и Милован Јанковић.

## Галерија

### Насловне стране
- Змај, број 4 (1867)
- Змај, број 19 (1867)
- Змај, број 6-7 (1868)
- Змај, број 11-12 (1870)
- Змај, број 84 (1870)

### Карикатуре
- Змај, карикатура (1867)
- Змај, карикатура (1867)
- Змај, карикатура